# تیمور تایمازوف
تیمور تایمازوف (اوکراینی: Тимур Таймазов؛ زادهٔ ۸ سپتامبر ۱۹۷۰) وزنه‌بردار اهل اوکراین بود.
وی در مسابقات کشوری و بین‌المللی در مجموع برندهٔ ۶ مدال طلا، ۱ مدال نقره شده‌است.